# Spirituose mit Wacholder

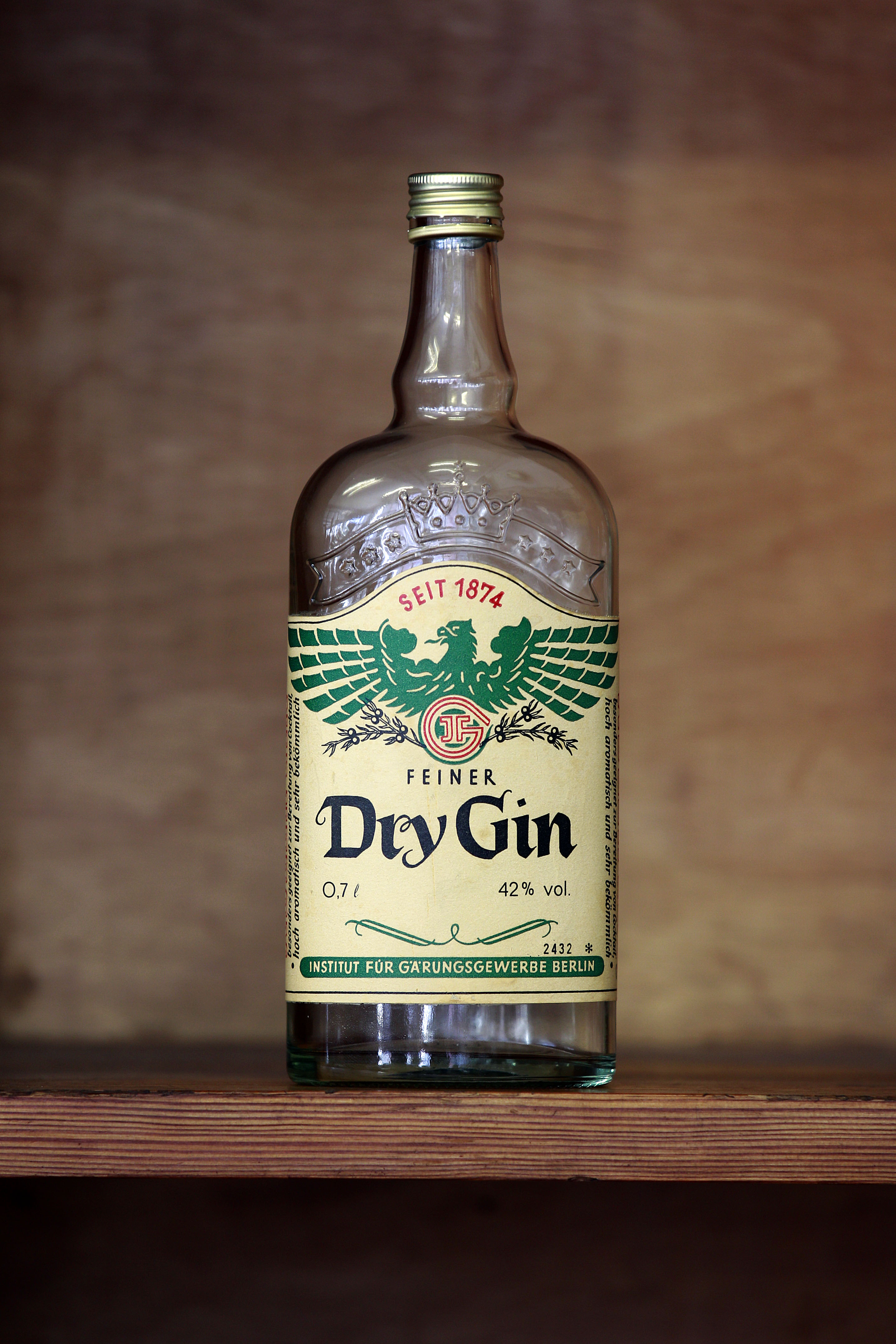
Historische Flasche von Adler Dry Gin der Preussischen Spirituosen Manufaktur

Die Spirituosen mit Wacholder bilden eine Kategorie von Spirituosen im Sinne der europäischen Spirituosenverordnung mit einem Mindestalkoholgehalt von 30 % vol. Zulässige Verkehrsbezeichnungen sind Wacholder und Genebra, anstelle dessen sind zur Kennzeichnung auch verschiedene eingetragene geographische Angaben erlaubt (Genever, Steinhäger usw.). Für Gin sind in mehreren weiteren Kategorien der Verordnung noch engere Anforderungen und ein höherer Mindestalkoholgehalt von 37,5 % vol. festgelegt.
Spirituosen mit Wacholder werden durch das Aromatisieren von Ethylalkohol landwirtschaftlichen Ursprungs und/oder Getreidespirituose und/oder Getreidedestillat mit „Beeren“ des Gemeinen Wacholders oder des Zedern-Wacholders gewonnen. Zur Aromatisierung können weitere natürliche und/oder naturidentische Aromastoffe und/oder Duftstoffpflanzen oder Teile davon zugesetzt werden, wobei jedoch die sensorischen Eigenschaften von Wacholderbeeren – wenn auch zuweilen in abgeschwächter Form – wahrnehmbar bleiben müssen.

## Varianten
Eingetragene geografische Angaben für Wacholder gemäß der europäischen Spirituosenverordnung sind:
- Genever (Niederlande, Belgien, Frankreich, Deutschland)
- Graangenever (Niederlande, Belgien, Frankreich)
- Jonge Genever und Oude Genever (Niederlande, Belgien)
- Hasseltse Jenever (Belgien) (weitere: Balegemse Jenever, O’ de Flander-Oost-Vlaamse Graanjenever, Peket-Pékêt de Wallonie)
- Genièvre Flandres Artois (Frankreich)
- Ostfriesischer Korngenever (Deutschland)
- Steinhäger (Deutschland, Brasilien)
- Plymouth Gin (Vereinigtes Königreich)
- Gin de Mahón (Spanien)
- Vilniaus Džinas/Vilnius Gin (Litauen)
- Borovička (Slowakei, mit Ortsangaben)

## Hersteller
- Brennerei Eversbusch
- Preussische Spirituosen Manufaktur
- Sasse Feinbrennerei
- Schwarze und Schlichte[1]
- DRILLING Hamburg